# 전성환 (배우)
전성환(1945년 ~ )은 대한민국의 배우이다.

## 출연작

### 영화
- 《청풍명월》 (2003년) - 성이균 역
- 《오구》 (2003년) - 석출 역
- 《활》 (2005년) - 할아버지 역
- 《조선족 아가씨》 (2007년)
- 《무법자》 (2010년) - 판사 이동환 역
- 《그녀의 13월》 (2011년) - 우철 부 역

### 드라마
- 《썸데이》 (2006년, OCN) - 영길 역
- 《꽃피는 봄이 오면》 (2009년, KBS2)
- 《태왕사신기》 (2007년, MBC) - 소수림왕 역
- 《옥션하우스》 (2007년, MBC)
- 《에덴의 동쪽》 (2008년, MBC) - 역장 김갑수 역
- 《떼루아》 (2008년, SBS) - 이무강 역
- 《천추태후》 (2009년, KBS2) - 최지몽 역
- 《남자 이야기》 (2009년, KBS2)
- 《두 아내》 (2009년, SBS)
- 《다함께 차차차》 (2009년, KBS1)
- 《거상 김만덕》 (2010년, KBS1)
- 《조선X파일 기찰비록》 (2010년, tvN)
- 《제빵왕 김탁구》 (2010년, KBS2)
- 《폭풍의 연인》 (2010년, MBC)
- 《뿌리깊은 나무》 (2011년, SBS) - 황희 역
- 《KBS 드라마 스페셜 - 이중주》 (2011년, KBS2) - 한수설 역

## 수상
- 1983년 눌원문화재단 향토문화상
- 1989년 한국 연극예술상
- 1989년 부산시 문화상
- 2000년 제1회 가족문화상
- 2001년 제11회 이해랑 연극상